# Міка Гаккінен
Мі́ка Па́улі Га́ккінен (фін. Mika Pauli Häkkinen; * 28 вересня 1968, Вантаа) — фінський автогонщик, дворазовий чемпіон «Формули-1».

## Біографія

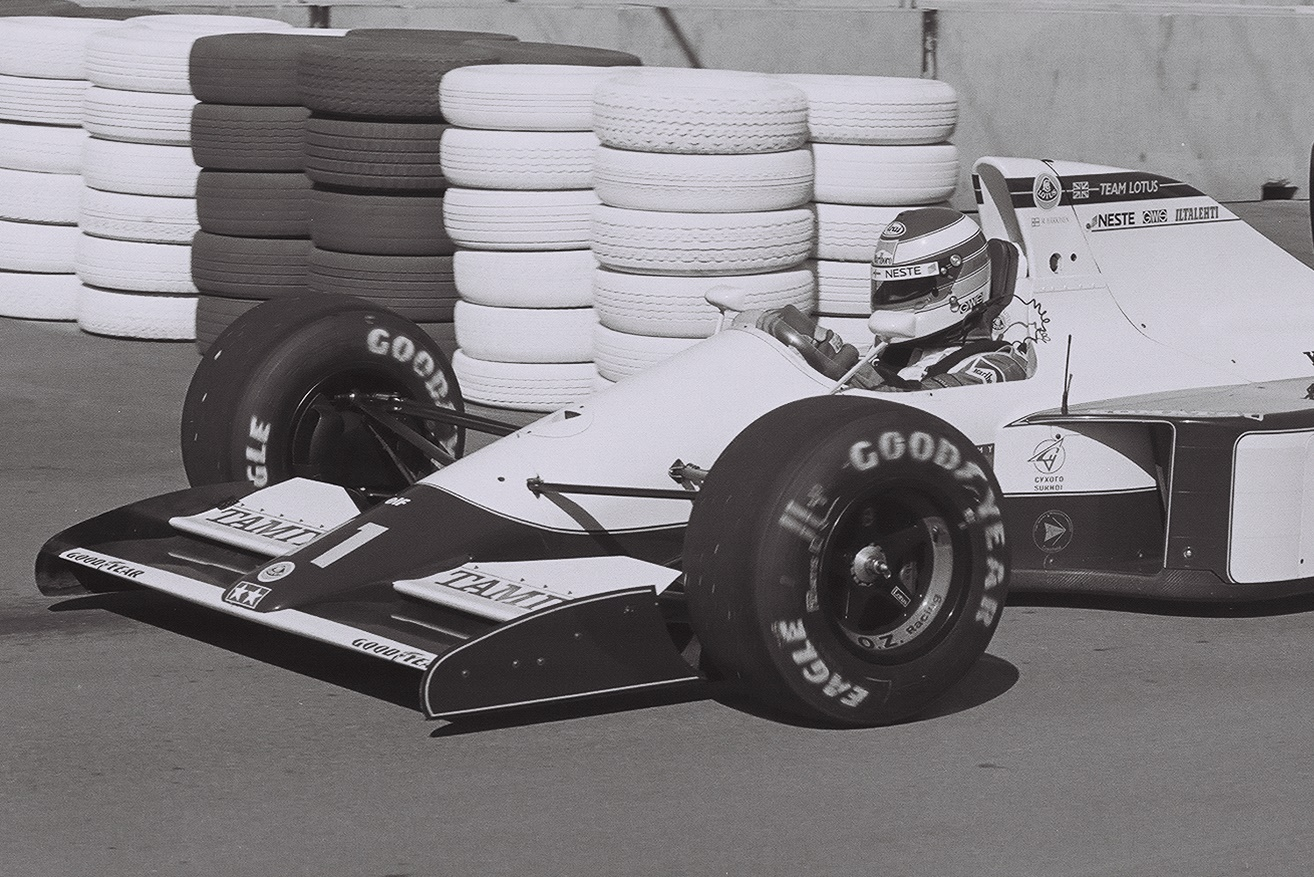
Міка Гаккінен на «Лотусі» у дебютному для себе сезоні у «Формулі-1», 1991

Міка Гаккінен народився у передмісті Гельсінкі (нині — місто Ванта) 28 вересня 1968 року. У п'ять років батько вперше відвів його на картодром. Попри те, що вже на першому колі він ледь не постраждав в аварії, Міка був у захваті від гонок. Зрештою батьки змушені були купити синові власний карт.
До 18 років Міка виграв уже п'ять чемпіонатів з картингу. Спонсорську підтримку юному даруванню надавав чемпіон світу-1982 Кеке Росберг. У 1990 році Гаккінен міг виграти гран-прі Макао, але вилетів з траси. Тим не менш, багато в чому завдяки цій гонці Міці запропонували контракт з «Лотус» — командою «Формули-1».

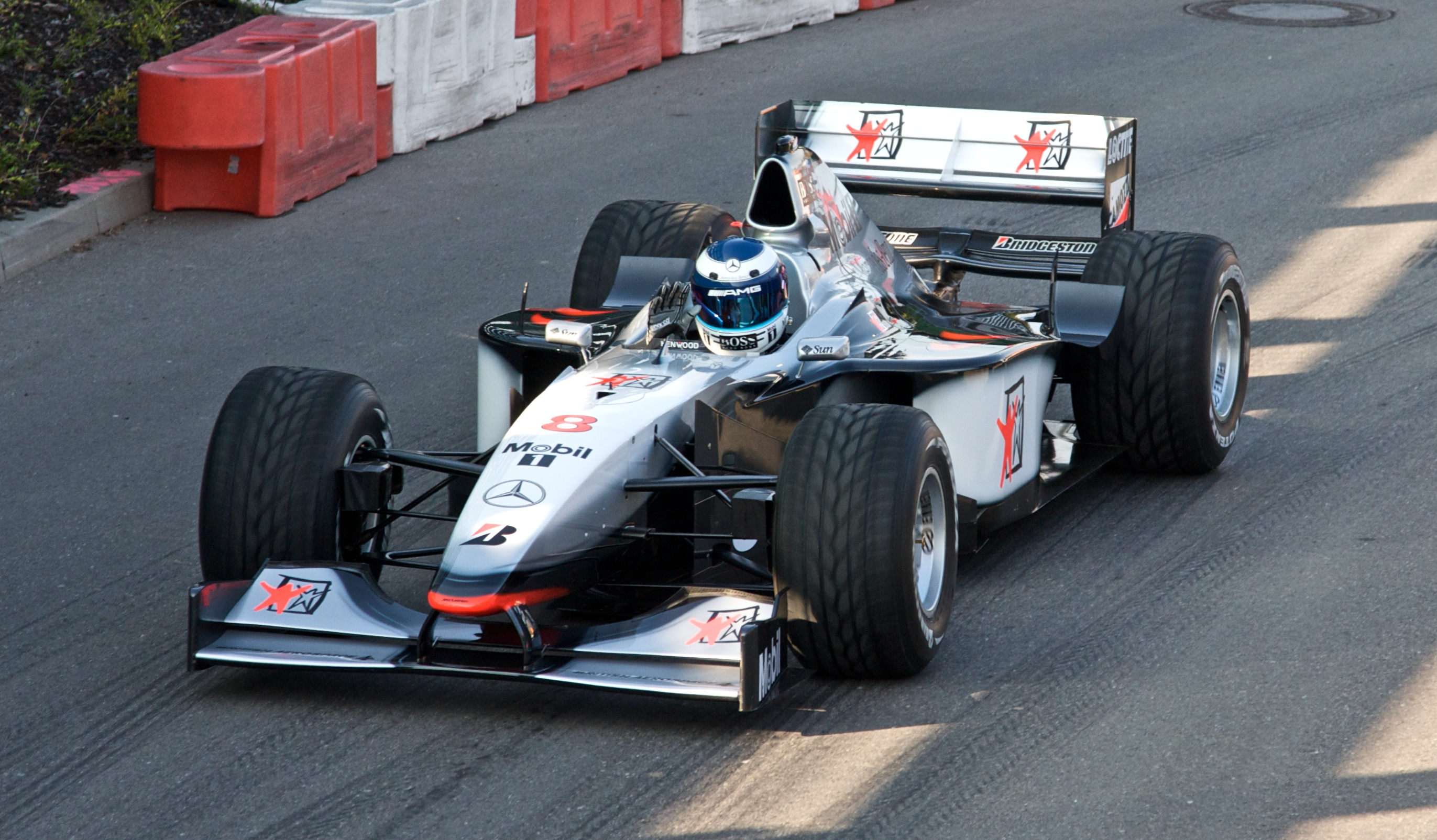
Міка Гаккінен на «Макларені» у золотому для себе 1998 р.

Свої перші очки в «Формулі-1» 22-річний пілот набрав на трасі в Імолі, де він фінішував на п'ятому місці, стартувавши з 25 позиції. Щоправда, відставання від Айртона Сенни склало більше трьох кіл. Рік по тому Гаккінен двічі залишався в кроці від п'єдесталу, а сезон закінчив на 8-му місці.
У 1993 році фінський гонщик став тест-пілотом «Макларена» з непоганими перспективами на потрапляння в основну команду. Після гонки в Монці Майкл Андретті закінчив кар'єру пілота «Формули-1», надавши Гаккінену шанс дебютувати у складі нової команди. Вже у другій своїй гонці за «Макларен» Міка пробився на п'єдестал.
У 1994 році Сенна перейшов до «Вільямс», і фін став провідним пілотом команди. Шість разів він опинявся в трійці призерів, і за підсумками року став четвертим. Наступний рік вийшов для Гаккінена невдалим — після аварії в Аделаїді йому прямо на трасі зробили трахеотомію, і довгий час він відновлювався від травми.
У 1996-му в команду прийшов Девід Култхард. Лише в останній гонці сезону-1997 Гаккінену вдалося вперше в кар'єрі виграти гран-прі. У наступному сезоні Міка був вже непереможний: вісім перемог у перегонах, 100 очок за сезон і перемога у чемпіонаті «Формули-1» з 14-очковою перевагою над Міхаелем Шумахером.
У сезоні 1999 перевага Гаккінена була вже не настільки відчутною, однак, вигравши останню гонку сезону (Гран-Прі Японії), він другий раз поспіль став чемпіоном світу, випередивши Едді Ірвайна на 2 очки. Рік по тому доля чемпіонства знову вирішувалася в кінці чемпіонату (цього разу суперником Мікі став Шумахер), однак німецький гонщик «Феррарі» потужно провів кінцівку сезону, вигравши чотири останні гонки і позбавивши чемпіонат інтриги. Підсумкова перевага Шумахера склала 21 очко.
У сезоні-2001 Гаккінен закінчив кар'єру гонщика «Формули-1» — настала ера Міхаеля Шумахера.
У 2004 році Гаккінен оголосив про повернення, проте угода з «Вільямсом» не відбулася, і фінський гонщик продовжив кар'єру в серії DTM. Втім, особливого успіху він там не домігся — за три роки виступів він виграв лише три гонки. Про остаточний відхід з автоспорту фін оголосив 4 листопада 2007 року.

## Повна таблиця результатів
| Приклад      | Опис                                                              |
| ------------ | ----------------------------------------------------------------- |
| 1            | Переможець                                                        |
| 2            | Друге місце                                                       |
| 3            | Третє місце                                                       |
| 5            | Фінішував у очковій зоні                                          |
| 12           | Фінішував поза очковою зоною                                      |
| НКЛ          | Фінішував, але не класифікований                                  |
| Схід         | Не фінішував і не класифікований                                  |
| НКВ          | Не кваліфікований                                                 |
| НПКВ         | Не передкваліфікований                                            |
| ДСК          | Дискваліфікований                                                 |
| ТТР          | Брав участь тільки в тренуваннях                                  |
| тест         | Тестер по п'ятницях (з 2003 року)                                 |
| НС           | Брав участь у Гран-прі як бойовий пілот, але не стартував у гонці |
| Т            | Травмований чи хворий                                             |
| Викл         | Виключений із протоколу                                           |
| Від          | Відмова від участі                                                |
| НТР          | Не брав участі в тренуваннях                                      |
| НПР          | Не прибув на Гран-прі                                             |
| С            | Гонка скасована                                                   |
|              | Не брав участі                                                    |
| Жирний шрифт | Поул-позиція                                                      |
| Курсив       | Швидке коло                                                       |

Жирним шрифтом позначені етапи, на яких гонщик стартував з поулу.
Курсивом позначені етапи, на яких гонщик мав найшвидше коло.
| Рік  | Команда                   | Шасі                                           | Двигун                                            | 1        | 2        | 3        | 4        | 5        | 6        | 7        | 8        | 9        | 10       | 11       | 12       | 13       | 14       | 15       | 16       | 17     | 18 | 19 | Місце в чемпіонаті | Очки в чемпіонаті |
| ---- | ------------------------- | ---------------------------------------------- | ------------------------------------------------- | -------- | -------- | -------- | -------- | -------- | -------- | -------- | -------- | -------- | -------- | -------- | -------- | -------- | -------- | -------- | -------- | ------ | -- | -- | ------------------ | ----------------- |
| 1991 | Team Lotus                | Lotus 102B                                     | Judd EV 3.5 V8                                    | USA Схід | BRA 9    | SMR 5    | MON Схід | CAN Схід | MEX 9    | FRA НКВ  | GBR 12   | GER Схід | HUN 14   | BEL Схід | ITA 14   | POR 14   | EUR Схід | JPN Схід | AUS 19   |        |    |    | 15                 | 2                 |
| 1992 | Team Lotus                | Lotus 102B Lotus 102D Lotus 107                | Ford Cosworth HB5 3.5 V8                          | SAR 9    | MEX 6    | BRA 10   | ESP Схід | SMR НКВ  | MON Схід | CAN Схід | FRA 4    | GBR 6    | GER Схід | HUN 4    | BEL 6    | ITA Схід | POR 5    | JPN Схід | AUS 7    |        |    |    | 8                  | 11                |
| 1993 | Marlboro McLaren          | McLaren MP4/8                                  | Ford Cosworth HB7 3.5 V8                          |          |          |          |          |          |          |          |          |          |          |          |          |          | POR Схід | JPN 3    | AUS Схід |        |    |    | 15                 | 4                 |
| 1994 | Marlboro McLaren Peugeot  | McLaren MP4-9                                  | Peugeot A6 3.5 V10                                | BRA Схід | PAC Схід | SMR 3    | MON Схід | ESP Схід | CAN Схід | FRA Схід | GBR 3    | GER Схід | HUN      | BEL 2    | ITA 3    | POR 3    | EUR 3    | JPN 7    | AUS 12   |        |    |    | 4                  | 26                |
| 1995 | Marlboro McLaren Peugeot  | McLaren MP4-10 McLaren MP4-10B McLaren MP4-10C | Mercedes FO 110 3.0 V10                           | BRA 4    | ARG Схід | SMR 5    | ESP Схід | MON Схід | CAN Схід | FRA 7    | GBR Схід | GER Схід | HUN Схід | BEL Схід | ITA 2    | POR Схід | EUR 8    | PAC      | JPN 2    | AUS НС |    |    | 7                  | 17                |
| 1996 | Marlboro McLaren Mercedes | McLaren MP4/11                                 | Mercedes FO 110 3.0 V10                           | AUS 5    | BRA 4    | ARG Схід | EUR 8    | SMR 8    | MON 6    | ESP 5    | CAN 5    | FRA 5    | GBR 3    | GER Схід | HUN 4    | BEL 3    | ITA 3    | POR Схід | JPN 3    |        |    |    | 5                  | 31                |
| 1997 | West McLaren Mercedes     | McLaren MP4/12                                 | Mercedes FO 110E 3.0 V10 Mercedes FO 110F 3.0 V10 | AUS 3    | BRA 4    | ARG 5    | SMR 6    | MON Схід | ESP 7    | CAN Схід | FRA Схід | GBR Схід | GER 3    | HUN НФ   | BEL ДСК  | ITA 9    | AUT Схід | LUX Схід | JPN 4    | EUR 1  |    |    | 6                  | 27                |
| 1998 | West McLaren Mercedes     | McLaren MP4/13                                 | Mercedes FO 110G 3.0 V10                          | AUS 1    | BRA 1    | ARG 2    | SMR Схід | ESP 1    | MON 1    | CAN Схід | FRA 3    | GBR 2    | AUT 1    | GER 1    | HUN 6    | BEL Схід | ITA 4    | LUX 1    | JPN 1    |        |    |    | 1                  | 100               |
| 1999 | West McLaren Mercedes     | McLaren MP4/14                                 | Mercedes FO 110H 3.0 V10                          | AUS Схід | BRA 1    | SMR Схід | MON 3    | ESP 1    | CAN 1    | FRA 2    | GBR Схід | AUT 3    | GER Схід | HUN 1    | BEL 2    | ITA Схід | EUR 5    | MAL 3    | JPN 1    |        |    |    | 1                  | 76                |
| 2000 | West McLaren Mercedes     | McLaren MP4/15                                 | Mercedes FO 110J 3.0 V10                          | AUS Схід | BRA Схід | SMR 2    | GBR 2    | ESP 1    | EUR 2    | MON 6    | CAN 4    | FRA 2    | AUT 1    | GER 2    | HUN 1    | BEL 1    | ITA 2    | USA Схід | JPN 2    | MAL 4  |    |    | 2                  | 89                |
| 2001 | West McLaren Mercedes     | McLaren MP4-16                                 | Mercedes FO 110K 3.0 V10                          | AUS Схід | MAL 6    | BRA Схід | SMR 4    | ESP 9    | AUT Схід | MON Схід | CAN 3    | EUR 6    | FRA НС   | GBR 1    | GER Схід | HUN 5    | BEL 4    | ITA Схід | USA 1    | JPN 4  |    |    | 5                  | 37                |